# August Göllerich
August Göllerich est un pianiste, musicologue, professeur de musique et chef d'orchestre autrichien né le 2 juillet 1859 à Linz et mort le 16 mars 1923 à Linz,.

## Biographie
August Göllerich est le fils de l'homme politique August Göllerich et de Maria Gattin, née Nowotny. Il a fait ses études à l'Université technique de Vienne, en mathématiques et en musique.
Il a travaillé notamment sur les œuvres des compositeurs Richard Wagner, Anton Bruckner, Robert Schumann, Johannes Brahms, Hector Berlioz et Franz Liszt. Il fut le premier biographe d'Anton Bruckner.
Il a été marié avec Gisela Pászthory-Voigt, qui était la mère du compositeur Casimir von Pászthory.
En 1922, il a participé à l'élaboration de la Maison Anton Bruckner, un centre de congrès et de festivals installé à Linz.
Ses archives se trouvent à la Bibliothèque nationale autrichienne et à l'Université privée Anton Bruckner de Linz.
Depuis 1929, une rue de Linz porte son nom.

## Publications
- Franz Liszt, Berlin, 1908.
- Vie et œuvre d'Anton Bruckner, 1936.

## Études
- Ernst Waeltner, August Göllerich, Nouvelle Biographie Allemande, Duncker & Humblot, Berlin (1964).
- August Göllerich, Lexique biographique autrichien (1815–1950), Académie autrichienne des sciences, Vienne (1959).
- Anonyme, August Göllerich (1927).
- Gisela Göllerich, In Memoriam August Göllerich, Linz (1928).
- Wilhelm Jerger, Les travaux d'August Göllerich sur Franz Liszt à Linz (1961).
- Wilhelm Jerger, Du Musikverein au conservatoire Anton Bruckner (1823-1963), Linz (1963).
- Wilhelm Jerger, August Göllerich, enseignant et interprète de Franz Liszt (1972).
- Wilhelm Jerger, Compositions pour piano de Franz Liszt (1884-1886), Publications sur August Göllerich, Ratisbonne (1975).
- Wilhelm Jerger, August Göllerich, dans: Friedrich Blume, Présence et histoire de la musique, Kassel et altera (1979).
- Stefan Ikarus Kaiser, August Göllerich (1859-1923): pianiste, chef d'orchestre, professeur de musique, musicologue, Pour le 150ème anniversaire d'une personnalité de Linz de rang international (2009).